# Arveyres
 Arveyres  es una población y comuna francesa, situada en la región de Aquitania, departamento de Gironda, en el distrito de Libourne y cantón de Libourne.

## Demografía
| 1605 | 1726 | 1757 | 1849 | 1819 | 1624 |
| Para los censos de 1962 a 1999 la población legal corresponde a la población sin duplicidades (Fuente: INSEE [Consultar]) |      |      |      |      |      |